# Antonio Pesenti (ciclista)
Antonio Pesenti (Zogno, 17 maggio 1908 – Bergamo, 10 giugno 1968) è stato un ciclista su strada italiano.
Professionista e indipendente dal 1929 al 1939, vinse il Giro d'Italia 1932.

## Carriera
Atleta combattivo, originario della Val Brembana, si distinse con ottimi risultati nelle grandi corse a tappe nei primi anni trenta: si aggiudicò il Giro d'Italia 1932 prevalendo sul forte belga Jef Demuysere, e si piazzò terzo e quarto ai Tour de France del 1931 e 1932. Dopo questi risultati iniziò il suo periodo di declino in cui non riuscì più a conquistare piazzamenti di un certo livello.

## Palmarès
- 1928 (dilettanti)

Coppa Caldirola
- 1930

13ª tappa Giro d'Italia (Rovigo > Asiago)
- 1932

7ª tappa Giro d'Italia (Lanciano > Foggia)
Classifica generale Giro d'Italia
5ª tappa Tour de France (Pau > Luchon)

## Piazzamenti

### Grandi Giri
- Giro d'Italia

1930: 5º
1931: 7º
1932: vincitore
- Tour de France

1931: 3º
1932: 4º

### Classiche monumento
- Milano-Sanremo

1930: 16º
1931: 34º
1932: 8º
1934: 33º
1938: 62º
- Giro di Lombardia

1927: 20º
1931: 10º
1933: 48º